# 潯陽道
潯陽道（じんよう-どう）は中華民国北京政府により設置された江西省の道。

## 沿革
1913年（民国2年）に贛北道として成立。観察使は九江県に置かれたが、管轄区域については未定のままであった。1914年（民国4年）5月に潯陽道と改称、観察使は道尹と改められ下部に九江、徳安、瑞昌、湖口、彭沢、星子、都昌、永修、安義、鄱陽、余干、楽平、浮梁、徳興、万年、奉新、靖安、武寧、修水、銅鼓の20県を管轄した。1927年（民国16年）に廃止されている。

## 行政区画
廃止直前の下部行政区画は下記の通り。（50音順）
- 安義県
- 永修県
- 九江県
- 湖口県
- 修水県
- 瑞昌県
- 靖安県
- 星子県
- 銅鼓県
- 徳安県
- 徳興県
- 都昌県
- 鄱陽県
- 武寧県
- 浮梁県
- 奉新県
- 彭沢県
- 万年県
- 余干県
- 楽平県